# 류재현 (가수)
류재현(1980년 3월 14일 ~ )은 대한민국의 가수로 보컬 듀오 바이브의 멤버이다. 

## 음반 활동

### 정규 음반
- 2002년 바이브 1집 《Afterglow》
- 2003년 바이브 2집 《Do You Remember》
- 2006년 바이브 3집 《Re-Feel》
- 2010년 바이브 4집 《Vibe In Praha》
- 2013년 바이브 5집 《ORGANIC SOUND》